# Sharptown (Maryland)
Sharptown es un pueblo ubicado en el condado de Wicomico en el estado estadounidense de Maryland. En el año 2010 tenía una población de 651 habitantes y una densidad poblacional de 542,5 personas por km².

## Geografía
Sharptown se encuentra ubicado en las coordenadas 38°32′26″N 75°43′8″O / 38.54056, -75.71889.

## Demografía
Según la Oficina del Censo en 2000 los ingresos medios por hogar en la localidad eran de $40.200 y los ingresos medios por familia eran $44.500. Los hombres tenían unos ingresos medios de $31.125 frente a los $18.977 para las mujeres. La renta per cápita para la localidad era de $15.190. Alrededor del 8,1% de la población estaba por debajo del umbral de pobreza.